# オリヲン座からの招待状
『オリヲン座からの招待状』(オリヲンざからのしょうたいじょう)は、日本の小説家・浅田次郎の短編小説。『小説すばる』1997年1月号初出。『鉄道員』（集英社）所収。および、これを原作とした日本映画。

## 映画
舞台は昭和30年代の京都・西陣。失われかけた愛の再生。時代に翻弄されながらも、映画館を守り続けた男と女の純愛の物語。
2007年10月第20回東京国際映画祭の「特別招待作品」。11月3日東映系にてロードショー。
本篇のDVDは2008年4月21日発売。
2008年12月31日には、この年から始まったテレビ東京の年末特番『大みそかシネマスペシャル』で放送された。2016年10月22日深夜にも再放送された。

### キャスト
- 豊田トヨ - 宮沢りえ
- 仙波留吉 - 加瀬亮
- 豊田松蔵 - 宇崎竜童
- 豊田トヨ(現代) - 中原ひとみ
- 仙波留吉(現代) - 原田芳雄
- 三好祐次 - 田口トモロヲ
- 三好良枝 - 樋口可南子
- 三好祐次(少年時代) - 小清水一揮
- 三好良枝(少女時代) - 工藤あかり
- うどん屋の主人 - 豊原功補
- うどん屋のおかみ - 鈴木砂羽
- 写真屋 - 石橋蓮司

### スタッフ
- 監督：三枝健起
- 脚本：いながききよたか
- 装飾：山下順弘
- 音楽：村松崇継
- VFXプロデューサー：岡野正広（GONZO REVOLUTION）
- メインテーマ曲：上原ひろみ
- 制作プロダクション：ウィルコ
- 製作：「オリヲン座からの招待状」製作委員会（ウィルコ、テレビ東京、東映、東映ビデオ、集英社、モブキャスト、TVQ九州放送、テレビ大阪、テレビ愛知、テレビ北海道）
- 配給：東映

### 劇中上映作品
- 「二十四の瞳」監督・脚本：木下恵介／原作：壺井栄／1954年／松竹
- 「君の名は」監督：大庭秀雄／原作：菊田一夫／脚本：柳井隆雄／1953年／松竹
- 「丹下左膳 妖刀濡れ燕」監督：松田定次／原作：林不忘／脚本：小国秀雄／1960年／東映
- 「幕末太陽伝」監督：川島雄三／脚本：田中啓一、川島雄三、今村昌平／1957年／日活
- 「無法松の一生」監督：稲垣浩／原作：岩下俊作／脚本：伊丹万作／1943年／大映
- 「乳母車」監督：田坂具隆／原作：石坂洋次郎／脚本：沢村勉／1956年／日活
- 「隠密剣士」監督：船床定男／原作：小林利雄、西村俊一／脚本：伊上勝／1964年／東映

## サウンドトラック
- 村松崇継＆上原ひろみ「映画『オリヲン座からの招待状』オリジナル・サウンドトラック」（ユニバーサルミュージック） 2007年10月31日発売。[1]